# 開放経済
開放経済（かいほうけいざい、open economy）とは、マクロ経済学の用語で外国との金融･貿易取引をしている経済のこと。
対義語は、閉鎖経済。

## 概要
マクロ経済学のモデルをつくるときに、前提条件として外国との取引がある場合を考えることがある。この際の分析の対象となるのは、
- 金融政策
- 国際収支統計
- 為替レート

などである。
変動相場制と固定相場制における、経済政策の効果の違いなどを考える際に用いられる。